# Kristi Qose
Kristi Qose est un footballeur albanais né le 10 juin 1995 à Korçë. Il évolue au poste de défenseur au MFK Karviná.

## Carrière
- 2013-2017 : PAOK Salonique ( Grèce)
  - 2014-2015 : Apollon Kalamarias ( Grèce)
  - 2015-2016 : Panserraikos FC ( Grèce)
  - 2016-2017 : MFK Zemplín Michalovce ( Slovaquie)
- 2017-. : MFK Ružomberok ( Slovaquie)[2]